# ماجيكا (لعبة فيديو)
ماجيكا (بالإنجليزية: Magicka)‏ هي لعبة فيديو من نوع الخيال ومغامرات أكشن، أنتجت الشركة الناشرة سنة 2011م.